# L'Aigle dans la neige
L'Aigle dans la neige (titre original : Eagle in the Snow) est un roman de Wallace Breem paru en 1970.
Ce classique a été décrit comme la plus puissante œuvre de fiction historique britannique. Il évoque la défense du mur d'Hadrien et les efforts du général Maximus, à la tête d'une seule légion à Moguntiacum (Mayence), pour empêcher l'invasion des peuples germaniques, à la fin du IVe siècle et au début du Ve.

## Traduction et réédition
Le roman a été traduit en français et a paru aux éditions du Porte-Glaive en 1991  (ISBN 2-906468-14-2) puis a été réédité sous le titre L'Aigle de Rome en 2014 aux éditions Panini dans la collection Éclipse.